# Coppa di Lettonia 2019 (pallavolo femminile)
La Coppa di Lettonia 2019, 4ª edizione della coppa nazionale femminile di pallavolo, si è svolta dal 19 novembre al 22 dicembre 2019: al torneo hanno partecipato sette squadre di club lettoni e la vittoria finale è andata per la prima volta al Rīgas Volejbola skola.

## Formula
La formula ha previsto quarti di finale e semifinali, giocate con gara di andata e ritorno, e finale.

## Squadre partecipanti
- Babīte
- Jelgava
- LU
- Mārupes
- MSĢ
- Rīgas Volejbola skola
- RSU

## Torneo

### Tabellone
|  | Quarti di finale | Quarti di finale      | Quarti di finale      |   |         | Semifinali | Semifinali | Semifinali |  |  | Finale | Finale |  |
|  |                  |                       |                       |   |         |            |            |            |  |  |        |        |  |
|  | RSU              | 3                     | 3                     |   |         |            |            |            |  |  |        |        |  |
|  | RSU              | 3                     | 3                     |   |         |            |            |            |  |  |        |        |  |
|  | Babīte           | 1                     | 0                     |   |         |            |            |            |  |  |        |        |  |
|  | Babīte           | 1                     | 0                     |   | RSU     | 1          | 1          |            |  |  |        |        |  |
|  |                  |                       |                       |   | RSU     | 1          | 1          |            |  |  |        |        |  |
|  |                  |                       | Rīgas Volejbola skola | 3 | 3       |            |            |            |  |  |        |        |  |
|  |                  |                       |                       | 3 | 3       |            |            |            |  |  |        |        |  |
|  |                  |                       |                       |   |         |            |            |            |  |  |        |        |  |
|  |                  |                       |                       |   |         |            |            |            |  |  |        |        |  |
|  |                  | Rīgas Volejbola skola | 3                     |   |         |            |            |            |  |  |        |        |  |
|  |                  |                       |                       |   |         |            |            |            |  |  |        |        |  |
|  |                  |                       | Jelgava               | 2 |         |            |            |            |  |  |        |        |  |
|  | Jelgava          | 3                     | Jelgava               | 2 | 3       |            |            |            |  |  |        |        |  |
|  | Jelgava          | 3                     |                       |   |         |            |            |            |  |  |        |        |  |
|  | MSĢ              | 0                     | 1                     |   |         |            |            |            |  |  |        |        |  |
|  | MSĢ              | 0                     | 1                     |   | Jelgava | 3          | 3          |            |  |  |        |        |  |
|  |                  |                       |                       |   | Jelgava | 3          | 3          |            |  |  |        |        |  |
|  |                  |                       | Mārupes               | 2 | 0       |            |            |            |  |  |        |        |  |
|  | LU               | 0                     | Mārupes               | 2 | 0       | 0          |            |            |  |  |        |        |  |
|  | LU               | 0                     |                       |   |         |            |            |            |  |  |        |        |  |
|  | Mārupes          | 3                     | 3                     |   |         |            |            |            |  |  |        |        |  |

### Risultati

#### Quarti di finale

##### Andata
| 19 novembre 2019 Rīgas volejbola centrs, Riga Durata: 1h:16 - Spettatori: 24           | LU      | 0 - 3 | Mārupes | 26-28, 18-25, 20-25        |
| 20 novembre 2019 Jelgavas novada sporta centrs, Jelgava Durata: 1h:00 - Spettatori: 23 | Jelgava | 3 - 0 | MSĢ     | 25-16, 25-12, 25-17        |
| 20 novembre 2019 RSU Sporta kluba zāle, Riga Durata: ? - Spettatori: ?                 | RSU     | 3 - 1 | Babīte  | 25-18, 17-25, 25-22, 25-13 |

##### Ritorno
| 22 novembre 2019 Mārupes sporta komplekss, Mārupe Durata: 1h:04 - Spettatori: 35 | Mārupes | 3 - 0 | LU      | 25-18 25-16 25-16       |
| 5 dicembre 2019 MSĢ sporta zāle, Sēja Durata: 1h:04 - Spettatori: 53             | MSĢ     | 1 - 3 | Jelgava | 17-25 21-25 17-25       |
| 28 novembre 2019 Babītes sporta komplekss, Babīte Durata: 1h:27 - Spettatori: 23 | Babīte  | 0 - 3 | RSU     | 17-25 20-25 29-27 13-25 |

#### Semifinali

##### Andata
| 11 dicembre 2019 RSU Sporta kluba zāle, Riga Durata: 1h:48 - Spettatori: ?             | RSU     | 1 - 3 | Rīgas Volejbola skola | 34-32, 21-25, 21-25, 22-25        |
| 11 dicembre 2019 Jelgavas novada sporta centrs, Jelgava Durata: 1h:58 - Spettatori: 55 | Jelgava | 3 - 2 | Mārupes               | 25-27, 25-16, 25-22, 22-25, 15-11 |

##### Ritorno
| 15 dicembre 2019 RVS sporta zāle, Riga Durata: 1h:32 - Spettatori: 50            | Rīgas Volejbola skola | 3 - 1 | RSU     | 25-21, 22-25, 25-14, 25-14 |
| 19 dicembre 2019 Mārupes sporta komplekss, Mārupe Durata: 1h:15 - Spettatori: 65 | Mārupes               | 0 - 3 | Jelgava | 25-27, 21-25, 19-25        |

#### Finale
| 22 dicembre 2019 Sporta nams Daugava, Riga Durata: 2h:12 - Spettatori: 455 | Rīgas Volejbola skola | 3 - 2 | Jelgava | 26-24, 25-21, 24-26, 21-25, 15-9 |

## Statistiche
| Rendimento individuale | Rendimento individuale | Rendimento individuale | Rendimento individuale |
| Pos.                   | Nome                   | Punti                  | Squadra                |
| ---------------------- | ---------------------- | ---------------------- | ---------------------- |
| 1                      | Marta Levinska         | 75                     | Rīgas Volejbola skola  |
| 2                      | Līva Sola              | 73                     | Jelgava                |
| 3                      | Liene Mellupe          | 63                     | Mārupes                |
| 4                      | Elza Smilškalne        | 56                     | RSU                    |
| 5                      | Inese Jursone          | 53                     | Jelgava                |

| Attacchi vincenti | Attacchi vincenti | Attacchi vincenti | Attacchi vincenti     |
| Pos.              | Nome              | Punti             | Squadra               |
| ----------------- | ----------------- | ----------------- | --------------------- |
| 1                 | Līva Sola         | 66                | Jelgava               |
| 2                 | Marta Levinska    | 62                | Rīgas Volejbola skola |
| 3                 | Liene Mellupe     | 47                | Mārupes               |
| 4                 | Inese Jursone     | 45                | Jelgava               |
| 5                 | Anna Embrekte     | 43                | RSU                   |

| Muri vincenti | Muri vincenti      | Muri vincenti | Muri vincenti         |
| Pos.          | Nome               | Punti         | Squadra               |
| ------------- | ------------------ | ------------- | --------------------- |
| 1             | Kristine Dzierkale | 12            | Jelgava               |
| 1             | Monta Urbāne       | 12            | Mārupes               |
| 3             | Lāsma Ozola        | 9             | Rīgas Volejbola skola |
| 3             | Simona Rozīte      | 9             | Jelgava               |
| 5             | Terēze Hrapāne     | 8             | Rīgas Volejbola skola |
| 5             | Monta Strazdiņa    | 8             | RSU                   |

| Battute vincenti | Battute vincenti   | Battute vincenti | Battute vincenti      |
| Pos.             | Nome               | Punti            | Squadra               |
| ---------------- | ------------------ | ---------------- | --------------------- |
| 1                | Elza Smilškalne    | 12               | RSU                   |
| 2                | Liene Mellupe      | 10               | Mārupes               |
| 3                | Kristine Dzierkale | 9                | Jelgava               |
| 4                | Marta Levinska     | 8                | Rīgas Volejbola skola |
| 4                | Elza Reknere       | 8                | Rīgas Volejbola skola |